# Дориа, Персиваль
Персиваль (Перчивалле) Дориа (итал. Percivalle Doria, ум. 1264) — генуэзский аристократ, государственный и военный деятель Римской империи германской нации и Сицилийского королевства, кондотьер, трубадур и поэт сицилийской школы.
Происходил из знатного гибеллинского рода Дориа.
В 1228 был подеста Асти и с войсками гибеллинов совершил успешный поход против гвельфов Алессандрии. В кампании участвовали маркиз Финале Энрико II дель Каррето, Бонифаций II Монферратский, и Манфред III, маркиз Салуццо, при поддержке Генуи, предоставившей деньги и солдат.
В 1231 был подеста в Арле, где активно отстаивал интересы императора. Фридрих II пытался прекратить войну между графом Прованса Раймондом Беренгером IV и Раймондом VII Тулузским, причём ситуация осложнялась гражданской войной в самом Провансе, где против графа восстали многие города и сеньоры. Было решено поручить лидеру восставших, Гуго де Бо, находившемуся в плену у графа Прованса, провести переговоры с Раймондом VII. 14 июля 1231 вместе с синдиками Арля Персиваль Дориа поручился за Гуго на тысячу марок серебром.
В 1233 и 1237 подеста в Авиньоне, помогал эмиссару императора Каю де Гурзано добиться перемирия во вновь начавшейся войне. 14 мая 1233 был свидетелем при подписании в Эксе между Гурзано и графом Прованса конвенции об освобождении Гуго де Бо из плена за 1500 марок серебром. 18 мая также был свидетелем акта, изданного Гурзано в замке Марселя, и содержавшего требование к жителям города присоединиться к мирному договору, заключенному остальными городами и сеньорами с графом.
Вернулся в Геную, но в 1241 был изгнан оттуда в результате народного восстания против гибеллинов, собиравшихся передать город императору. В 1243 подеста в Парме и Павии. В Парме произошел конфликт с церковными властями, в результате чего капитул был изгнан из города, и потребовалось вмешательство папы Иннокентия IV.
После смерти Фридриха II вернулся в Геную. В 1255 вместе с Николо Гримальди был направлен послом во Флоренцию, где заключил союз с флорентийцами и Луккой против Пизы. Вскоре был изгнан из Генуи и отлучен Александром IV как сторонник Манфреда. Уехал в Сицилийское королевство, где Манфред предоставил ему баронию Фазанелла, возможно, по случаю женитьбы Дориа на представительнице рода Ланчия. В октябре 1258, после своей коронации, Манфред назначил его генеральным викарием Анконской марки, герцогства Сполето и Романьи. С этой территории Дориа оказывал вооруженную поддержку гибеллинам в Тоскане. В 1259 он провел успешные переговоры с Сиеной, подготовив успех гибеллинов в 1260 при Монтаперти. В ходе кампании 1259 подчинил Фано, Фермо, Мачерату и еще несколько городов в Романье. Камерино оказал сильное сопротивление, и после капитуляции был в наказание разрушен. Весной 1260 Дориа был сменен на посту викария Энрико ди Винтимильей.
В 1262 находился в Генуе, откуда предпринял морскую экспедицию на Сардинию (вероятно, при поддержке Манфреда), где ему удалось вернуть часть владений, доставшихся от матери в юдикате Торрес.
В апреле 1264 был направлен Манфредом во главе армии, состоявшей из сарацин, сицилийцев, немцев, арагонцев и эпиротов, на север, через Абруцци в Романью, где шла борьба с гвельфами, поддержанными прованскими войсками Карла Анжуйского, назначенного сенатором Рима. Тем временем римляне и войска викария Прованса Жака Гантельма осадили в крепости Вико отряд немецких наемников Пьетро ди Вико. Дориа поспешил к нему на выручку и заставил противника снять осаду. Затем он начал стягивать войска для действий против Орвието, но в середине июля 1264 утонул при переходе через реку Нера, неподалеку от Арроне, на границе герцогства Сполето. После этого сицилийские войска ушли на юг, оставив Среднюю Италию.
Находясь в Провансе, познакомился с трубадурами и сам писал кансоны на окситанском. Позднее был членом поэтического кружка при дворе императора Фридриха, известного как сицилийская школа. До нашего времени дошло несколько его канцон.